# Vangjush Dako
Vangjush Dako (Durazzo, 29 novembre 1966) è un ingegnere e politico albanese, sindaco della città di Durazzo dal 2007,  riconfermato nel suo ruolo nel 2011 e in carica fino al 2019.

## Biografia
Fa parte del Partito Socialista d'Albania.